# Pavonia intermixta
Pavonia intermixta là một loài thực vật có hoa trong họ Cẩm quỳ. Loài này được A. Rich. mô tả khoa học đầu tiên năm 1841.